# Muralla d'Alcanyís
De la Muralla d'Alcanyís, es conserven en l'actualitat un conjunt de petits trams relacionats amb dues torrasses en diversos punts de la ciutat. Encara es van descobrint restes de la muralla a mesura que es procedeix a l'enderrocament i construcció d'edificis particulars, com el tram descobert en nombre 16 de la plaça del Deán, d'uns 15 metres de longitud, que segons els experts devia enllaçar amb el recinte que discorre paral·lel a la “Ronda de Belchite”.
La muralla està catalogada com Bé d'interès cultural, en estar inclosa en la relació de castells catalogats com BIC segons el recollit per la disposició addicional segona de la Llei 3/1999, de 10 de març, del Patrimoni Cultural Aragonés, publicada en el Butlletí Oficial d'Aragó del dia 22 de maig de 2006.

## Descripció
Com s'ha comentat anteriorment són poques les restes de llenç de muralla que es conserven en l'actualitat i aquestes estan relacionades a dues torrasses que estan situades en diferents localitzacions de la ciutat. Prop de l'actual pont que creua el riu Guadalop es localitza una d'aquestes torrasses, de planta quadrada i situada prop d'una de les portes d'accés al nucli urbà, avui desapareguda. Presenta fàbrica de carreu, podent-se observar obertures per a finestres i balconades; així com espitlleres en la part que dona al riu.
L'altra torrassa que es conserva se situa a una altra zona de la ciutat, i presenta planta quadrada, quatre altures i remat en àtic-solana. La seva fàbrica de carreu i sillarejo, malgrat que en zones (com la planta baixa) apareix cobert per arrebossat. Aquesta torrassa va acabar convertint-se en un habitatge particular pel qual la seva distribució interior i algunes obertures són diferents de les originals.
Per la seva banda, de les múltiples portes (experts consideren que van haver d'existir set) que la vila tenia, en l'actualitat només es conserva la que té annexa la Capella de Loreto. Es tracta d'una capella oberta sobre el portal de la muralla, que presenta forma d'arc de mig punt, amb mur cec que actualment està emblanquinat en la part d'extramurs, mentre que per la part interior, presenta una capella oberta amb forma d'arc rebaixat, amb espai per a campana en la part alta. El cadirat original es pot veure en els brancals.